# 人民圣殿教
人民圣殿教，又譯人民殿堂、人民寺院（简称Peoples Temple），是一個于1953年由吉姆·琼斯在美國印第安納州印第安納波利斯市創立的新兴宗教。最初是一個普通的獨立宗教團體，在1960年代中期以後開始被指為邪教。在1978年11月18日，914名信眾在南美洲圭亞那瓊斯鎮發生的集體教派自殺事件中死去，該集團於1960年代搬到了加州，並在該州建立了多個地點，包括總部設在舊金山。在鼎盛時期，聖殿擁有2萬名成員（儘管更有可能是3,000-5,000人）並且與許多左翼政治人物有聯繫。
琼斯自称是神的化身，几千年前轉世为释迦牟尼，创建了佛教；后来又轉世為耶稣基督，创建了基督教；之后短期化身轉世为巴孛，建立巴哈伊信仰；最后轉世為列宁，将社会主义发扬光大。

## 起源
琼斯生於1931年，1953年在印第安納波利斯創立了一個獨立教會。琼斯曾參與其他基督教會的活動，但其教派越來越偏離基督信仰。琼斯的教派在印第安納波利斯及加州的三個城市因幫助貧民而略有名聲，他們設立免費食堂、托兒所、老人院、診所及提供各項社會服務。1970年代，人民圣殿教在最高峰時曾有數千信眾。
琼斯开始感觉到自己的巨大权势，开始得意于自己的号召力和凝聚力，开始饱享自己一呼百应的领袖感觉。美国政客们一向重视有社会影响力的人。他们传言：“无论什么时候，你若需要一大群人时，那么就找琼斯吧。”
民主党抢先拢住了琼斯。每当民主党政治家们需要大批的志愿者、情绪激昂的人群或众多人的签名时，吉姆·琼斯的人民圣殿总不会让他们失望。于是有人说，在旧金山一提到政治总离不开吉姆·琼斯的名字。
据说在1974年和1976年的两次选举中，有好几个人都是全靠吉姆·琼斯才得以当选的。这些人至少包括：旧金山市市长乔治·莫斯科恩、旧金山市警察局长，以及地方检察官约瑟夫·弗雷塔斯。据说，加州的州长、副州长们也没少得到他的帮助。作为回报，市长莫斯科恩任命吉姆·琼斯为旧金山市住房委员会主席。
1975年，“美国宗教生活基金会”使吉姆·琼斯名列“美国百名优秀牧师”。
1976年，琼斯又被《洛杉矶先驱调查报》提名为“本年度人道主义者”。
琼斯的影响力有逾出州界的趋势。副总统沃爾特·蒙代尔在私人飞机上召见了这位“有为青年”。就连吉米·卡特总统也没有忘记琼斯，他的夫人罗莎琳·卡特曾十分高調地与吉姆·琼斯在一次晚会上同台共舞，并于1977年4月12日从白宫写来亲笔信：
|  | 亲爱的吉姆： 谢谢你的来信。在集会期间与你共处的时光非常愉快——希望不久能再与你相会。你对古巴的评论对我们很有帮助。我希望你的建议在不远的将来能得到执行。 |

后来，琼斯又自称是一位共产主义者，他读过《资本论》，並将马克思列宁主义、毛泽东思想及原教旨主義奉为人民圣殿教教义。他还在传教过程中，自称是列宁的转世。琼斯不否认自己是狂热的赤色分子，還声言在美国传教，目的就是实现他的共产主义理想。

## 爭議
在少數信眾離開教派後，一些醜聞開始曝光，包括琼斯竊取信眾財產、假裝神蹟治癒信眾、嚴厲處罰信眾及自稱為新的彌賽亞等。記者、執法部門及政客開始注意琼斯的教派，琼斯的反應是暴怒的長篇大論，宣稱那些是叛教者的謊言，還說外面世界正試圖消滅他的教派。與此同時，更多的前信眾透露了教派內的毆打霸凌及虐待事件，而一些信眾的親人，則堅持他們的親人在非自願下被迫留在教派內。

## 遷至圭亞那
面對種種指控，琼斯於1977年把教派及約一千名核心信眾遷到南美洲的圭亞那，他對信眾許諾那裡是一個熱帶天堂，沒有外面世界的邪惡。大部份核心信眾跟隨琼斯來到圭亞那，在那裡被迫依照琼斯的指示幹活，眾人合力建立了琼斯鎮。
人民圣殿教信徒在琼斯镇过着与外界隔绝、极其贫穷、没有任何私人财产、没有任何个人生活和思想空间、并且受琼斯的武装卫队严密监控的集体生活。任何信徒试图要求个人自由，像是未经琼斯批准的男欢女爱，都要受到严厉惩罚。如果信徒被发现有叛教倾向，會被处以酷刑甚至處死。而琼斯却过着权利不受约束和享有特供的生活：他以共产主义的名义佔有信徒们的劳动成果，住在现代化设备应有尽有的豪华房间。在共产主义的名义下，信徒被要求对教主琼斯无限崇拜、无限忠诚和绝对服从。信徒们每天都要对照琼斯的教导批评和自我批评；他可随意強姦任何女信徒，女信徒与他性交后，還要互相交流自己的美好体验和幸福心情。

## 國會議員瑞恩的到訪
1978年11月，美國眾議員里奧·瑞恩為調查對該教派的指控，來到圭亞那的琼斯鎮。一些信眾向睿恩表示想跟他離開，11月18日眾人到達當地的一個小型機場，但在那裡遭受教派守衛開火襲擊，瑞恩、三位新聞工作者及一位打算離開的信眾被殺，多人受傷。

## 琼斯鎮大屠殺
琼斯自知罪责难逃，於是在1978年11月18日当晚胁迫追随者与他一起自杀。在此之前，瓊斯已跟信眾作過多次集體自殺的預演。
琼斯命令他的信眾飲下掺有氰化物與鎮靜劑的果汁，那些抗拒這命令的人被射殺、勒死或被注射氰化物。一名信眾的錄音機更錄下了整個恐怖的過程：瓊斯毀滅性格的演說、部分信眾瘋狂的呼號、為孩子求情的母親、隨著信眾毒發而漸漸轉弱的讚美歌歌聲與最後的死寂。琼斯的屍體被發現在頭上有一處槍傷，體內亦有高劑量的藥物。這次集體自殺事件共有914人死亡，包括276個兒童。奉命前來拘捕琼斯和解除人民圣殿教武裝的圭亞那軍隊，竟然在次日才到達琼斯鎮。

## 後事
大屠殺後不久，人民圣殿教在三藩市的房屋遭拆除，原址在近二十年後才再重新發展。

### 熟語「喝酷愛飲料」
1978年11月18日的那場大屠殺所飲用的劇毒果汁，是由酷愛飲料（Kool-Aid）調兌而成。因為該典故，喝酷愛飲料（Drinking the Kool-Aid）便成為了一個熟語，在美國流行文化中指因潛在的高額回報而相信可能註定或危險的想法的人。

### 有關作品
- 逃生2，又名絕命精神病院2（Outlast 2），是一款以此邪教作為原型的電子遊戲。
- 孤島驚魂5，又名極地戰嚎5（Far Cry 5），是一款以此邪教作為靈感的電子遊戲。

## 外部連結
- 《轰然倒塌的“人民圣殿”》（页面存档备份，存于），中国中央电视台網站。
- 《人民圣殿教的共产悲剧》（页面存档备份，存于）